# Segoviela
Segoviela es una localidad de la provincia de Soria, partido judicial de Soria, comunidad autónoma de Castilla y León, España. Es un pueblo de la comarca de Almarza que pertenece al municipio homónimo.

## Demografía
En el año 2000 contaba con 20 habitantes, concentrados en el núcleo principal, pasando a 19 en 2014.

## Historia
El Censo de Pecheros de 1528, en el que no se contaban eclesiásticos, hidalgos y nobles, registraba la existencia 4 pecheros, es decir unidades familiares que pagaban impuestos. En el documento original figura como Segovia.
Lugar que durante la Edad Media perteneció a la Comunidad de Villa y Tierra de Soria formando parte del Sexmo de Tera.
A la caída del Antiguo Régimen la localidad se constituye en municipio constitucional, entonces conocido como Segoviela en la región de Castilla la Vieja, partido de Soria que en el censo de 1842 contaba con 12 hogares y 50 vecinos.
A mediados del siglo XIX desaparece el municipio porque se integra en Cubo de la Sierra. Desde mediados del siglo XX forma parte del de Almarza.

## Lugares de interés
- Iglesia de la Santa Cruz, con ábside románico y el resto del siglo XVIII.
- Ermita de la Virgen de los Milagros.

## Fiestas
- Virgen de los Milagros, se celebra el segundo fin de semana de octubre. Este día, los vecinos del Cubo de la Sierra devuelven la imagen de la Virgen a Segoviela donde permanecerá hasta la festividad de la Ascensión.